# Willy Prager
Willy Prager (ur. 23 maja 1877 w Kattowitz, zm. 4 marca 1956 w Berlinie-Halensee) – niemiecki aktor, reżyser, kabareciarz, librecista i scenarzysta pochodzenia żydowskiego.

## Życie i kariera
Urodził się w Katowicach w rodzinie żydowskiej, jako syn kupca Josepha Pragera i jego żony Johanny Prager, z domu Freund.  Jego młodszy brat Fritz został znanym  kompozytorem muzyki popularnej i dyrygentem.
Prager rozpoczął karierę w 1898 roku w berlińskim varieté „Quargs”. Jego późniejsze zaangażowania obejmowały prestiżowe kabarety stolicy, takie jak „Chat Noir” Rudolfa Nelsona oraz „Linden-Cabaret”. Przed I wojną światową występował także w teatrach dramatycznych Berlina, m.in. w Hebbeltheater oraz w Deutsches Theater pod reżyserią Maxa Reinhardta, gdzie również reżyserował. Jako aktor i reżyser miał bogatą karierę zarówno na scenie, jak i przed kamerą. Jego praca obejmowała występy w teatrach, kabaretach, filmach oraz pisanie librett i scenariuszy. Był znany z komicznych ról i współpracy z wieloma znanymi artystami tamtych czasów.
Jako aktor filmowy zadebiutował w 1913 roku pod reżyserią Reinhardta w filmie „Die Insel der Seligen”. W epoce kina dźwiękowego współtworzył scenariusze do kilku komedii. W wyniku dojścia nazistów do władzy w 1933 roku, Pragerowi zakazano występów i mógł grać jedynie w Kulturbund Deutscher Juden. 
Był żonaty z Anną Marie Gniffke, urodzoną w 1898 roku w Werder (Rehfelde), a zmarłą w 1963 roku w Berlinie. Para pobrała się w 1919 roku. Mimo trudnych lat pod rządami nazistów, Prager przetrwał wojnę dzięki swojemu „mieszanemu małżeństwu” i ukrywaniu się w Berlinie.

## Lata powojenne
Po wojnie Prager wrócił do teatru, występując m.in. w Berlinie na Tribüne. Zagrał także w filmach, a jego rola doktora Silbermanna w filmie DEFA „Ehe im Schatten” była szczególnie ceniona. W 1948 roku, na 50-lecie kariery scenicznej, został honorowym członkiem Kabarett der Komiker.
Zmarł na zawał serca w wieku 78 lat i został pochowany na cmentarzu Waldfriedhof Zehlendorf